# 莫诺泵
莫诺泵（英语：Mono pump）也叫奈莫泵是单螺杆泵，属于转子式容积式泵。
1932年由法国人莫诺发明，随后开始在德国投入生产。
莫诺泵由一个具有双头螺线，弹性空腔衬套的定子和一个与其啮合具有大导程，大齿高和小螺纹内径螺杆的转子组成。
当转子在定子腔内连续转动时，由于压力的作用，形成的密封腔沿轴向由泵的吸入端向排出端平稳的匀速运动，从而完成介质的完整性的输送。
莫诺泵适用于输送高粘度流体，固体悬浮液，高磨蚀性浆液，固、液、气三相混合物等极度敏感和易受离心力破坏的流体介质。